# Mount Nanlaud
Nanlaud, Mount Nanlaud – mierzący 782 m n.p.m. szczyt na wyspie Pohnpei, należącej do Mikronezji. Najwyższy szczyt tej wyspy, jak i całego państwa. Drugie co do wysokości wzniesienie wysp Mikronezji po Mount Agrihan (965 m n.p.m.) na Marianach Północnych.
Położony jest w centralnej części wyspy, przy granicy miejscowości Nett i Kitti. W pobliżu zlokalizowane są dwa szczyty często mylnie brane za najwyższe albo mylone z Nanlaud: 1,4 km na południowy wschód położony jest Ngihneni (772 m n.p.m.), 800 metrów dalej leży także Dolohmwar (760 m n.p.m.).